# Sorex roboratus
Sorex roboratus es una especie de musaraña de la familia soricidae.

## Distribución geográfica
Se encuentra en Mongolia, China y Rusia.